# Ulica Woźna w Poznaniu
Ulica Woźna – ulica w Poznaniu, na Starym Mieście, na osiedlu samorządowym Stare Miasto biegnąca od Starego Rynku w kierunku wschodnim.  W średniowieczu nosiła nazwę Woźna (platea bedellica), do 1919: Büttelstrasse, 1919–1939: Woźna (Butelska), 1939-1945: Büttelstrasse, od 1945: Woźna. 

## Historia
Ulica została wytyczona wraz z lokacją miasta w 1253. Trakt wychodzący ze środkowej części wschodniej pierzei Starego Rynku ku Garbarom miał w średniowieczu i okresie I Rzeczypospolitej charakter usługowy, zapewniając przede wszystkim dojazd od tyłu do posesji zlokalizowanych przy ulicach Wielkiej i Wodnej. Prowadził tędy główny miejski rynsztok odprowadzający nieczystości przez otwór w murach miejskich do Warty. Aż do końca XV wieku istniały tu prawie wyłącznie zabudowania gospodarcze (wyjątek stanowiła murowana łaźnia Feterniklów dostępna dla czeladzi i ubogich za darmo, ustępy publiczne i niewielka kamienica na narożniku ulicy Ślusarskiej). Przy końcu wschodnim, w baszcie zamieszkiwał kat miejski, a w małym domu przy murach woźny, co dało asumpt nazwie.

## Obiekty

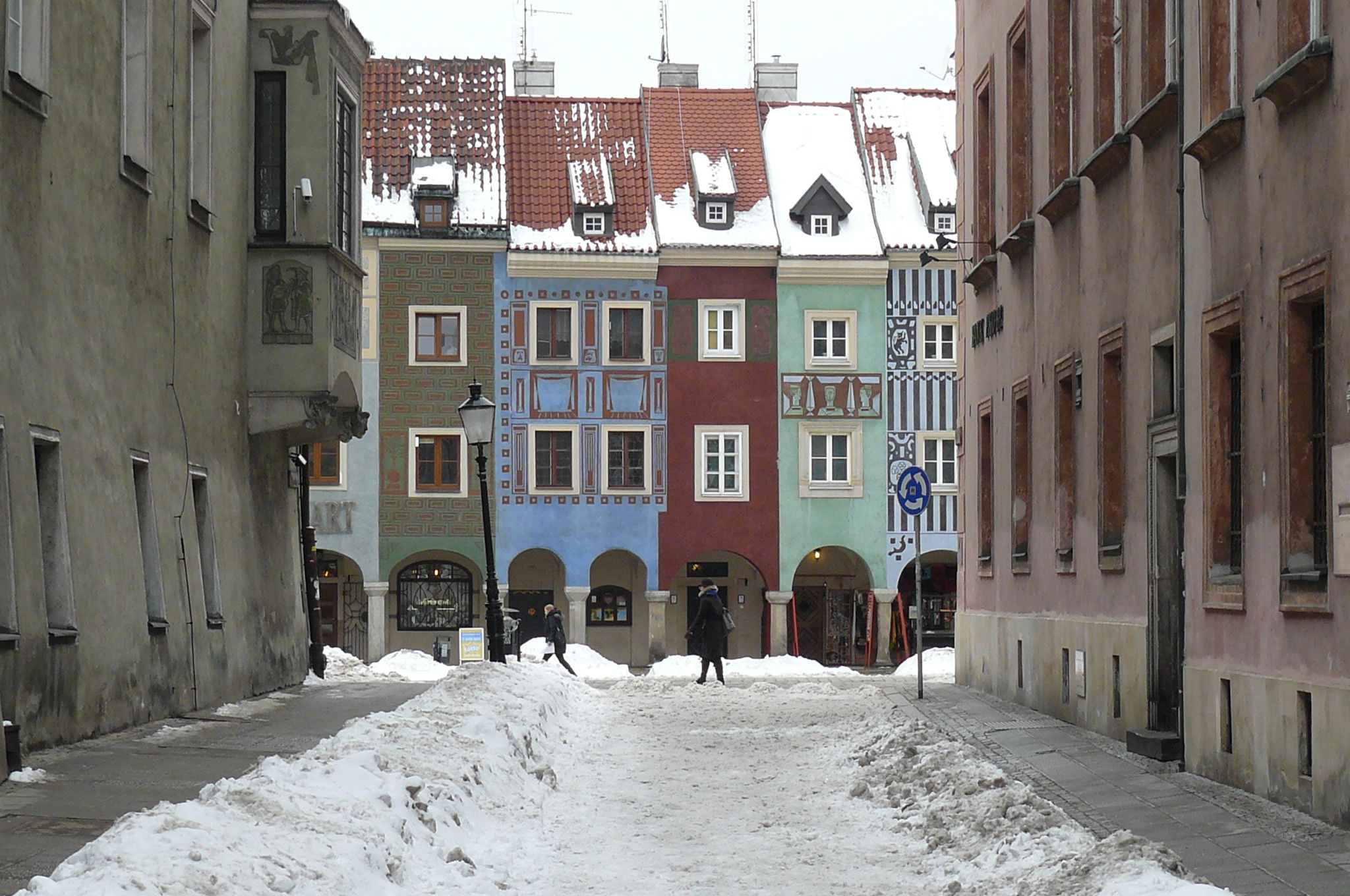
Widok ku Staremu Rynkowi (w tle domki budnicze)

W okresie międzywojennym przy narożniku ulicy Ślusarskiej funkcjonował jeden z sześciu istniejących w Poznaniu specjalistycznych sklepów z bronią myśliwską, należący do Tadeusza Jaruszewskiego (oficjalnie nosił nazwę "fabryki broni"). W pobliżu hurtownię kolonialną prowadził Stanisław Barełkowski. Pod numerem dziewiętnastym działała hurtownia kapelusznicza Bolesława Hahna, a pod dwunastym dom towarowy z dywanami, którego właścicielem był Kazimierz Kużaj, powstaniec wielkopolski i członek Straży Ludowej. W tym samym domu, przez krótki czas, znajdował się oddział włókienniczy Państwowej Szkoły Sztuki Zdobniczej. W budynku pomiędzy Garbarami, a ulicą Mostową mieścił się Związek Weteranów, a na rogu ulicy Klasztornej kamienica będąca własnością drogisty, Józefa Czepczyńskiego. Pod numerem dziesiątym funkcjonowało przedstawicielstwo Fabryki Filców Potok & Weinberg z Łodzi.
Po II wojnie światowej pod numerem 44, siedzibę miał kabaret Tey, natomiast pod numerem szóstym działa do dziś Pracownia Lutnicza Niewczyk & Synowie (najstarsza w Polsce). Przy ulicy funkcjonuje pięć zakładów pogrzebowych.

## Transport
Ulicą kursowały tramwaje konne ku Chwaliszewu od początku ich istnienia w Poznaniu (1880). W 1898 linia została zelektryfikowana. W 1902, po budowie jednokierunkowych odcinków w ulicach Wodnej i Wielkiej, torowisko to zostało zlikwidowane i nigdy już nie powróciło na ulicę Woźną.